# Stracena flavipectus
Stracena flavipectus är en fjärilsart som beskrevs av Swinhoe 1903. Stracena flavipectus ingår i släktet Stracena och familjen tofsspinnare. Inga underarter finns listade i Catalogue of Life.